# Septèmes-les-Vallons
Septèmes-les-Vallons è un comune francese di 10 649 abitanti situato nel dipartimento delle Bocche del Rodano della regione della Provenza-Alpi-Costa Azzurra.

## Società

### Evoluzione demografica
Abitanti censiti
È gemellata con San Damiano d'Asti(AT) in Italia.